# Dawn (album, Thy Majestie)
Dawn je páté album od italské kapely Thy Majestie.

## Seznam skladeb
1. As you Fall
2. M.A.D.
3. Dawn
4. The Hunt
5. - The Legacy Suite
  - Of Pain and Disgrace
  - To an Endless Devotion
  - Inferis Armata
  - Two Minutes Hate
  - The Legacy
6. Out the Edge
7. Day of the Changes
8. Through Heat and Fire